# Манукау

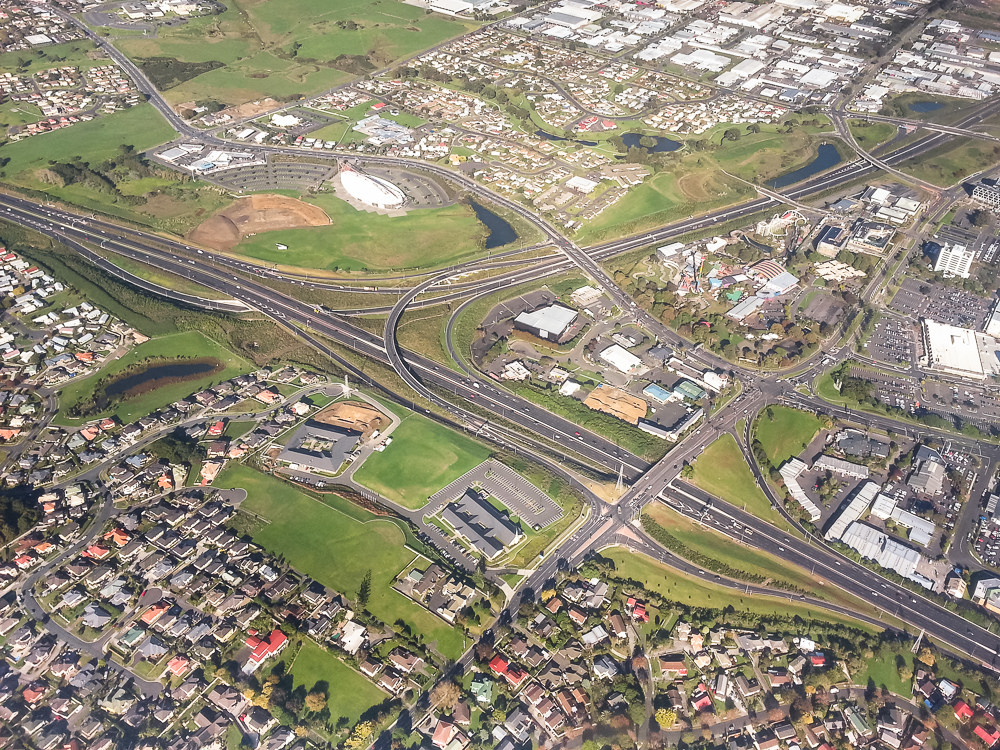
Вид на Манукау

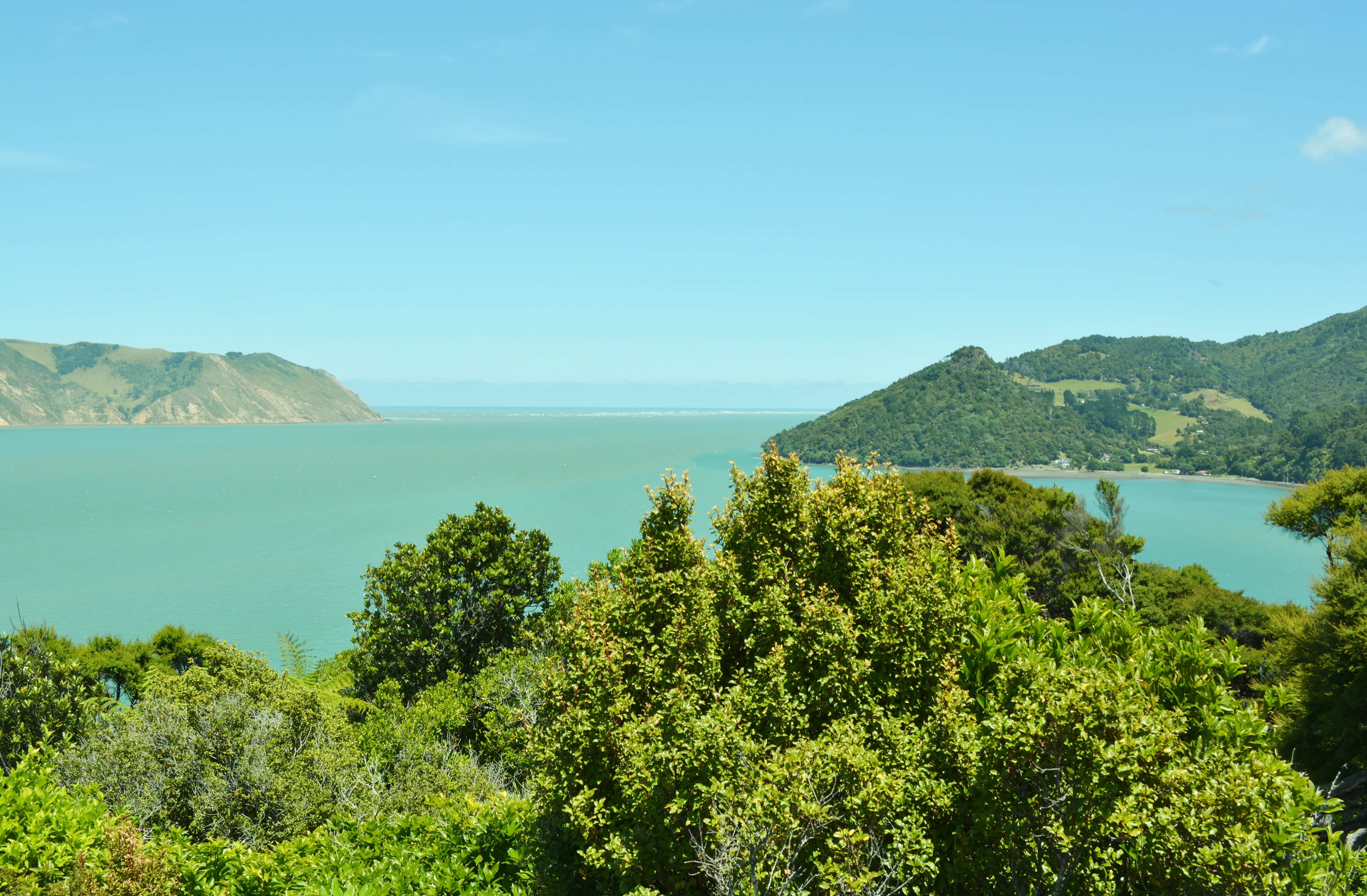
Гавань

Манука́у (англ. Manukau, маори Manuka) — южный район Окленда, до 2010 года имевший самоуправление. Расстояние до центра Окленда — 23 км. Название «Манукау» происходит от одноимённого залива, имя которого, в свою очередь, происходит из языка маори, однако точная этимология не установлена.

## История
Манукау — одна из наиболее рано заселённых территорий страны, маори впервые посетили эту местность около 1350 года. Плодородные вулканические почвы района привлекли сюда земледельцев. Манукау, как и большинство территории современного Окленда, опустело в начале XIX века из-за межплеменных войн.
Первыми европейцами, посетившими Манукау, стали миссионеры Джеймс Хамлин (англ. James Hamlin) и А. Браун (англ. A. Brown) в 1834 году. Двумя годами позже миссионеры выкупили 324 км² местной земли. Место, на котором расположен центр нынешнего города, было приобретено поселенцем по имени Эдвард Уотерс (англ. Edward Waters) в 1843 году.
Статус города Манукау получил в 1965 году, первым мэром города стал бывший фермер Хью Ламби (англ. Hugh Lambie). В XIX веке данная местность именовалась «Вудсайд» (англ. Woodside), в начале XX века употребляли также название «Вири» (англ. Wiri), вероятно, происходящее от имени Вириханы Такаанини, сына маорийского вождя. Некоторое время слова «Вири» и «Манукау» употреблялись взаимозаменяемо, в 1983 году городской совет официально утвердил название «Манукау», а словом «Вири» стали называть местность к западу.
С 1961 года в Манукау начали появляться крупные предприятия: алюминиевый завод, фабрика, производящая бетонные блоки, завод по производству быстрорастворимого кофе, нейлоновая фабрика и так далее. В 1966 году графство Манукау было объединено с боро Манурева; в результате референдума было выбрано название «город Манукау». Совокупное население города составляло 73 172 человека.
В 1989 году город Папатоэ и боро Хоуик влились в состав Манукау, население которого теперь составило 219 500 человек.
В 2008 году Манукау был самым быстрорастущим населённым пунктом Новой Зеландии.
Вторая по старшинству церковь Новой Зеландии — Церковь Всех Святых, построенная в 1847 году — расположена в Манукау.

## Население
В 2013 году население Манукау составило 328 968 человек, что составляет 8,2 % населения страны. Это третий по численности населения район Новой Зеландии. Маорийское население Манукау, хотя и составляет всего 6,9 % от общей численности жителей, по абсолютной величине среди районов страны находится на первом месте. Количество жилых зданий в районе составляет 95 118, таким образом, в среднем жилом здании проживает 3,4 человека.